# Regiões de Sydney
Como muitas cidades principais, os residentes de Sydney, conhecidos em toda a Austrália como "Sydneysiders", referem-se a diferentes regiões da cidade por nomes diferentes. Essas áreas nem sempre correspondem diretamente aos limites oficiais dos subúrbios, ou autoridades governamentais locais, mas referem-se a áreas mais amplas e, ocasionalmente, menos bem definidas. Esta é uma breve descrição das regiões de Sydney.

## Áreas regionais

### Montanhas Azuis
A região é composta principalmente da Cidade das Montanhas Azuis, que limita com a área metropolitana de Sydney, os seus contrafortes começando sobre 50 quilômetros (31 mi) a oeste da capital do estado. Os principais subúrbios nesta área do governo local incluem Katoomba, Blackheath e Springwood.

### Cidade
A cidade é composta das partes internas da área de governo local da Cidade de Sydney. Os subúrbios dentro da cidade de Sydney incluem o Sydney CBD, The Rocks, e Pyrmont.

### Canterbury-Bankstown
Os subúrbios da região Canterbury-Bankstown não são específicos da área do governo local Conselho de Canterbury-Bankstown, mas estão aproximadamente a noroeste do sul de Canterbury, a sudoeste de Lidcombe e nordeste de Bankstown. Esses dois recintos são tecnicamente considerados Inner West, mas têm suas próprias classificações.

### Subúrbios do Leste
Os Subúrbios do Leste de Sydney são compostos pelas áreas do governo local da Randwick, Waverley, Conselho de Bayside (parte), Woollahra e as partes orientais da cidade de Sydney. Os subúrbios localizados nos subúrbios orientais incluem Bronte, Bellevue Hill, Point Piper, e os subúrbios interiores de Paddington, Surry Hills e Darlinghurst.

### Distrito florestal
O Distrito florestal de Sydney está localizado dentro do Conselho das Praias do Norte área do governo local e também é freqüentemente incluída no praias do norte ou regiões Upper North Shore. Os subúrbios incluem Frenchs Forest, Terrey Hills e Belrose.

### Distrito de colinas
Subúrbios no distrito de Hills são geralmente localizados dentro de The Hills Shire Área do governo local e partes da Conselho da cidade de Parramatta e Hornsby Shire também estão incluídos na área. Os subúrbios incluem Castle Hill, Kellyville, Baulkham Hills，Rouse Hill e Beaumont Hills

### Inner West
O Inner West é composto do Conselho do Oeste Interno, Conselho de Burwood, Município de Strathfield, e a Cidade de Baía do Canadá Áreas do governo local. Os subúrbios incluem Balmain, Newtown, Marrickville, Leichhardt, Strathfield, Cabarita e Five Dock.

### Macarthur
A região de Macarthur está localizada no sudoeste de Sydney, que inclui a Cidade de Campbelltown, Conselho de Camden e Wollondilly Shire Áreas do governo local.

### Praias do Norte
As Praias do Norte de Sydney são compostas do Conselho Praias do Norte Área do governo local. Os subúrbios incluem Manly, Palm Beach e Seaforth.

### Costa Norte baixa
A Costa Norte baixa é composta pelas áreas de governo local da cidade de Willoughby, Conselho de Sydney do Norte, Município de Mosman e Município de Lane Cove. Os subúrbios incluem Mosman e Cremorne Point.

### Costa Norte Alta
A Costa Norte Alta é composta pelas áreas de governo local da Conselho Ku-ring-gai e o Hornsby Shire. Os subúrbios incluem Killara e Pymble.

### Subúrbios do Norte
O Subúrbios do Norte  de Sydney Inclui subúrbios nas áreas do governo local de Hornsby Shire, Cidade de Ryde, Conselho da Cidade de Parramatta e o Município de Hunters Hill. Os subúrbios incluem Epping, Ryde e Asquith.

### Sudoeste de Sydney
Sudoeste de Sydney Pode ser usado para descrever os subúrbios encontrados no Canterbury-Bankstown, Liverpool, Fairfield, Campbelltown e Áreas do governo local de Camden.

### Sul de Sydney
Sul de Sydney é composto do Conselho Bayside (parte), Conselho do rio Georges e a Sutherland Shire Áreas do governo local. Os subúrbios incluem Kyle Bay, Kangaroo Point e Cronulla.

### St George
A área St GeorgeInclui todos os subúrbios no Conselho do rio Georges e parte das áreas do governo do Conselho Bayside.

### Sydney ocidental
Sydney ocidental é composto pelos conselhos que são membros da Organização Regional de Conselhos Western Sydney e compreendendo a Cidade de Blacktown, Canterbury-Bankstown, Cumberland, Fairfield, Hawkesbury, Inner West, Liverpool, Parramatta e the Penrith local government areas. Suburbs include Granville, Lakemba, Doonside, Katoomba, Cabramatta, Windsor, Wentworthville, Liverpool, Westmead e St Marys.

### Greater Western Sydney (GWS)
Greater Western Sydney inclui as 12 áreas de governo local abrangidas pelo escritório do governo de Nova Gales do Sul do Ministro da Sydney ocidental e do Conselho de Desenvolvimento Econômico Greater Western Sydney. Esses são  Blacktown, Camden, Canterbury-Bankstown, Campbelltown, Fairfield, Hawkesbury, The Hills, Inner West, Liverpool, Parramatta, Penrith e Wollondilly. Por isso, é constituído pelas regiões ocidentais de Sydney e Macarthur, conforme definido acima.